# 菲利普·瓦德勒
菲利普·李·瓦德勒（Philip Lee Wadler，1956年4月8日—）是一位美国電腦科學家，以其对编程语言设计和类型论的贡献而闻名，2003年以来担任爱丁堡大学理论计算机学讲席教授。他对函数式编程背后的理论做出了许多贡献，包括函数式编程中单子的使用、纯函数式语言Haskell的设计、和XQuery声明式查询语言等。1984年，他创建了Orwell编程语言。瓦德勒参与了向Java5.0添加泛型类型的工作。